# Diócesis de Montelíbano
La diócesis de Montelíbano (en latín: Dioecesis Monslibanensis) es una circunscripción eclesiástica de la Iglesia católica en Colombia. Se trata de una diócesis latina, sufragánea de la arquidiócesis de Cartagena de Indias. Desde el 4 de marzo de 2020 su obispo es Farly Yovany Gil Betancur.

## Territorio y organización

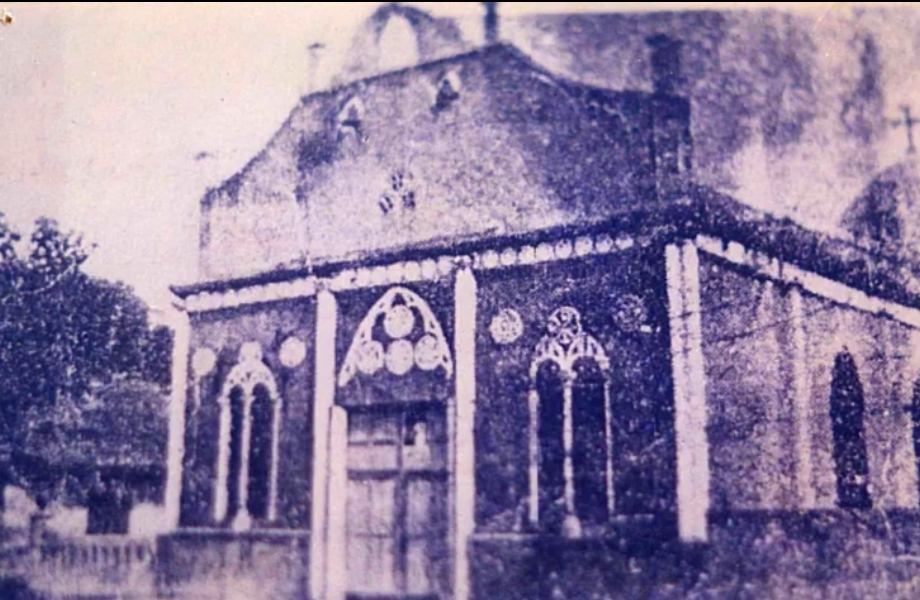
Ermita de la Santa Cruz, primer templo católico de Montelíbano

La diócesis tiene 12 152 km² y extiende su jurisdicción sobre los fieles católicos de rito latino residentes en 7 municipios del departamento de Córdoba: Ayapel, Buenavista, La Apartada, Montelíbano, Puerto Libertador, San José de Uré y Tierralta.
La sede de la diócesis se encuentra en la ciudad de Montelíbano, en donde se halla la Catedral de la Santa Cruz.
En 2021 en la diócesis existían 20 parroquias agrupadas en 4 vicarías: Nuestra Señora del Carmen, San Juan María Vianney, San Jerónimo y San Pedro Claver.

## Historia

### Antecedentes
Parte del territorio de la actual diócesis de Montelíbano formó parte de la prefectura apostólica del Sinú, erigida el 12 de junio de 1924 por medio de la bula Christi Domini del papa Pío XI, con territorio desmembrado de la arquidiócesis de Cartagena.
El 10 de marzo de 1950 la prefectura apostólica fue elevada a vicariato apostólico de San Jorge por el papa Pío XII.
El 25 de abril de 1969 con tres bulas distintas el vicariato apostólico de San Jorge fue suprimido y su territorio desmembrado en tres nuevas circunscripciones eclesiásticas: la diócesis de Sincelejo, la diócesis de Magangué y la prelatura territorial del Alto Sinú.

### Prelatura territorial y diócesis
La prelatura territorial del Alto Sinú fue erigida el 25 de abril de 1969 mediante la bula Ex quo Deo del papa Pablo VI, derivando el territorio del vicariato apostólico de San Jorge y de la diócesis de Montería.
El 29 de diciembre de 1998, mediante la bula Ministerium totius del papa Juan Pablo II, la prelatura territorial del Alto Sinú fue elevada al rango de diócesis con su denominación actual.

## Estadísticas
Según el Anuario Pontificio 2022 la diócesis tenía a fines de 2021 un total de 262 750 fieles bautizados.
| Año                                                                             | Población            | Población | Población      | Sacerdotes | Sacerdotes    | Sacerdotes    | Bautizados por sacerdote | Diáconos permanentes | Religiosos | Religiosos | Parroquias |
| Año                                                                             | Bautizados católicos | Total     | % de católicos | Total      | Clero secular | Clero regular | Bautizados por sacerdote | Diáconos permanentes | Varones    | Mujeres    | Parroquias |
| ------------------------------------------------------------------------------- | -------------------- | --------- | -------------- | ---------- | ------------- | ------------- | ------------------------ | -------------------- | ---------- | ---------- | ---------- |
| 1950                                                                            | 97 921               | 97 995    | 99.9           | 17         | 17            |               | 5760                     |                      |            | 50         | 9          |
| 1966                                                                            | 280 000              | 295 000   | 94.9           | 46         | 11            | 35            | 6086                     |                      |            | 114        | 27         |
| 1976                                                                            | 132 000              | 135 000   | 97.8           | 13         | 4             | 9             | 10 153                   |                      | 13         | 24         | 7          |
| 1980                                                                            | 140 000              | 141 800   | 98.7           | 11         | 4             | 7             | 12 727                   |                      | 11         | 27         | 8          |
| 1987                                                                            | 217 000              | 222 000   | 97.7           | 16         | 8             | 8             | 13 562                   |                      | 9          | 37         | 10         |
| 1999                                                                            | 205 806              | 272 000   | 75.7           | 27         | 23            | 4             | 7622                     |                      | 4          | 47         | 15         |
| 2000                                                                            | 205 806              | 272 000   | 75.7           | 29         | 25            | 4             | 7096                     |                      | 4          | 47         | 15         |
| 2001                                                                            | 206 700              | 273 000   | 75.7           | 31         | 27            | 4             | 6667                     |                      | 4          | 47         | 15         |
| 2002                                                                            | 207 000              | 276 000   | 75.0           | 29         | 25            | 4             | 7137                     |                      | 4          | 47         | 15         |
| 2003                                                                            | 205 000              | 274 000   | 74.8           | 28         | 24            | 4             | 7321                     |                      | 4          | 46         | 16         |
| 2004                                                                            | 225 000              | 243 000   | 92.6           | 26         | 23            | 3             | 8653                     |                      | 3          | 59         | 16         |
| 2013                                                                            | 289 000              | 311 000   | 92.9           | 31         | 29            | 2             | 9322                     |                      | 2          | 19         | 19         |
| 2016                                                                            | 298 000              | 327 924   | 90.9           | 37         | 35            | 2             | 8054                     |                      | 2          | 22         | 19         |
| 2019                                                                            | 264 800              | 331 500   | 79.9           | 36         | 34            | 2             | 7355                     |                      | 2          | 20         | 25         |
| 2021                                                                            | 262 750              | 328 924   | 79.9           | 34         | 34            |               | 7727                     |                      | 3          | 20         | 20         |
| Fuente: Catholic-Hierarchy, que a su vez toma los datos del Anuario Pontificio. |                      |           |                |            |               |               |                          |                      |            |            |            |

Están presentes las comunidades masculinas de los claretianos. Entre las comunidades femeninas figuran: Hermanitas de la Anunciación, Lauritas, Hijas de Cristo Rey, Terciarias Capuchinas, Carmelitas Vedrunas, Misioneras Catequistas, Siervas del Santísimo y de la Caridad y las Hijas de María Auxiliadora (salesianas).

## Episcopologio

### Prelados del Alto Sinú
- Alfonso Sánchez Peña, C.M.F. † (28 de julio de 1969-16 de febrero de 1989 retirado)
- Flavio Calle Zapata (16 de febrero de 1989-16 de febrero de 1993 nombrado obispo de Sonsón-Rionegro)
- Julio César Vidal Ortiz (16 de diciembre de 1993-29 de diciembre de 1998 nombrado obispo diocesano)

### Obispos de Montelíbano
- Julio César Vidal Ortiz (29 de diciembre de 1998-31 de octubre de 2001 nombrado obispo de Montería)
- Edgar de Jesús García Gil (28 de octubre de 2002-24 de mayo de 2010 nombrado obispo de Palmira)
- Luis José Rueda Aparicio (2 de febrero de 2012-19 de mayo de 2018 nombrado arzobispo de Popayán)
  - Ramón Alberto Rolón Güepsa (7 de julio de 2018-4 de marzo de 2020) (administrador apostólico)
- Farly Yovany Gil Betancur, desde el 4 de marzo de 2020